# Fredrik Berglund (fotbollsspelare)
Fredrik Berglund, född 21 mars 1979 i Borås, är en svensk före detta professionell fotbollsspelare (anfallare).

## Klubbkarriär

### Elfsborg
Berglund värvades 1995 från moderklubben Byttorp i Borås till IF Elfsborg som då spelade i söderettan. 1996 gick Elfsborg upp i allsvenskan med Berglund som ung anfallstalang. Det stora genombrottet för Berglund kom 2000 då han blev allsvensk skyttekung. Samarbetet med Anders Svensson blev känt där Berglund ofta tog emot en öppnade passning från Svensson och satte bollen i mål.

### Roda
2001 följde spel i nederländska Roda som betalade stora pengar för den allsvenske skyttekungen. I Roda gick det inget vidare och Berglund sågs som en flopp. 2003 följde en utlåning till IF Elfsborg under några månader.

### Danmark
2004 följde flytten till danska Esbjerg fB. I debuten mot Brøndby IF så gjorde Berglund två mål och tre assister i 6-1-vinsten. Efter att återigen blivit en notorisk målskytt så värvades han till storklubben FC Köpenhamn 2006. Det blev bara en säsong i Köpenhamn där han på totalt 52 matcher gjorde 18 mål. 26 november 2006 slog Berglund Erik Bo Andersens rekord för den som snabbast gjort 50 mål i Superligaen. Andersen behövde 97 matcher för att komma upp i 50 mål och Berglund gjorde sitt 50:e då han gjorde mål mot Randers i sin 93 match.

### Återkomst till Elfsborg
Under våren 2007 värvade Köpenhamn Aílton Almeida som förpassade Berglund till bänken. När Köpenhamn även värvade Morten Nordstrand i juli 2007 återvände han till Elfsborg, då svenska mästare, för andra gången i karriären. Berglund gjorde sin debut 12 juli 2007 när han hoppade in i 2-0-vinsten över AIK. Den 10 januari 2011 meddelade Berglund att han slutar med fotboll. Säsongen 2012 spelar han i Byttorps IF i division 4 södra Västergötland.
Under en period i samband med sitt proffsäventyr, drabbades Fredrik av återkommande panikångestattacker. Enligt sin egen utsago började problemen runt 2003/2004 när tre spelare dog på fotbollsplanen under en kortare period. Fredrik fick dock bukt på problemen genom att börja träffa en psykolog. Säsongen 2014 avtjänade Berglund en längre avstängning efter att ha hotat en domare .

## Landslagskarriär
I landslaget gjorde Berglund 12 matcher och gjorde två mål. Debuten gjorde han 10 februari 2001 i en vänskapsmatch mot Thailand.

## Meriter
IF Elfsborg
- Svenska Cupen: 2001

FC Köpenhamn
- Superligaen: 2007

### Individuellt
- Allsvensk skyttekung 2000

## Fotnoter